# Golborne Bellow
Golborne Bellow – wieś w Anglii, w hrabstwie ceremonialnym Cheshire, w dystrykcie (unitary authority) Cheshire West and Chester. Leży 11 km na południowy wschód od miasta Chester i 255 km na północny zachód od Londynu. W 2001 miejscowość liczyła 89 mieszkańców.